# Sommeil de sang
Sommeil de sang  est un roman de science-fiction de Serge Brussolo, publié en 1982, aux Éditions Denoël et repris en 2001 dans le recueil Territoires de l'impossible (Omnibus).

## Éditions
- Sommeil de sang, Denoël, coll. Présence du futur,, 1982[1],[2].
- Sommeil de sang, Denoël, coll. Présence du futur, 1987[1].
- In Territoires de l'impossible, Omnibus, 2001[1],[3].

## Distinctions
- Prix de la SF de Metz (Graoully d'or), catégorie roman français, 1982[4].